# Augusto Stoppoloni
Augusto Stoppoloni ou Augusto Guglielmo Stoppoloni, né le 22 mars 1855 et mort le 6 juillet 1936, est un peintre italien.

## Biographie
Augusto Stoppoloni naît à San Severino Marche d'Antonio et Anna Trotti. Remarqué pour ses talents de dessinateur dans sa jeunesse, il est admis le 11 novembre 1869 à l'Accademia di San Luca, où il a les faveurs du directeur Francesco Podesti, qui déclare :
J'ai regardé avec grand plaisir la copie faite sur toile par le jeune artiste talentueux Augusto Stoppoloni du Pinturicchio dans la cathédrale de San Severino. 
La même année, le peintre est présent lorsque les troupes italiennes entrent dans Rome par la porta Pia, et il peint quelques esquisses de la bataille qui sont par la suite exposées à l'exposition historique du Risorgimento italien. Durant cette période, il fréquente également l'académie de dessin de figures appelée "scuola libera serale di nudo". À cette époque, "Choléra en Sicile en 1867" remporte un concours du gouvernement en 1880 et est ensuite acheté par la Galerie nationale d'art moderne de Rome. En 1884, à la Mostra des Beaux-Arts de Turin, il expose les tableaux suivants : Un meriggio ; tratto di donna ; La patria è in pericolo : Ti voglio ritrattare ; La gardienne ; je tachini ; et Il pollaio. En 1889, il envoie de Rome deux tableaux destinés au cardinal de Rende-Benevento : « Un portrait de Papa Orsini » et une copie d'une Madone. Le roi Humbert Ier achète la toile Il superbo cavaliere. Augusto Stoppoloni peint également un portrait pour la Galleria Doria-Pamphili.
 Sa participation à la Biennale de Venise la même année est soulignée par la lettre qu'Antonio Fradeletto envoie :
« Io confido ch'Ella non sia rimasta troppo scontenta della nostra Esposizione; e mi permetto quindi di rivolgerle il caldo e fiducioso appello di voler fin d'ora promettere la Sua collaborazione per la prossima Mostra. Questa Mostra, come Ella potrà a suo tempo rilevare anche dalla stampa, avrà un'importanza artistica e finanziaria ben superiore alla precedente. Il Suo ingegno austero e le Sue doti solide di artista ci consentono di riprometterci da Lei molto. »
« J'espère que vous n'êtes pas trop mécontent de notre Exposition ; et je prends donc la liberté de vous faire un appel chaleureux et confiant, dès maintenant, pour vous promettre votre collaboration pour la prochaine Exposition. Cette exposition, comme vous pourrez le constater en temps voulu également dans la presse, aura une importance artistique et financière bien plus grande que la précédente. Votre intellect austère et vos solides dons d'artiste nous permettent d'attendre beaucoup de vous. »
Le peintre reste en Angleterre jusqu'en 1910, réalisant de nombreux portraits et participant à des expositions en Amérique (St. Louis), à Paris (Salon de 1904), et à Venise (Biennale 1901, 1903). Après avoir remporté en 1905 le prix de la figure au Crystal Palace de Londres, Augusto Stoppoloni est invité à l'exposition de Milan, appelé pour l'inauguration du col du Simplon (1906 Bluebells et Lamone trouvé de cette manière Picciol un enfant et avec elle une chèvre qui l'a nourri). Pour la Biennale de l'année suivante, il réalise une plaque en bronze, avec cadre en chêne, représentant deux figures féminines dansant dans une forêt.
Pendant la première guerre mondiale, Augusto Stoppoloni réalise de nombreux tableaux à caractère patriotique et de nombreuses esquisses. Très intéressante est la toile, cachet pointilliste, Il Santo (1918). Parmi ses dernières œuvres, citons le tableau San Venanzio Fortunato (1923), qui présente d'intenses effets d'ombre et de lumière.
Le peintre est également connu comme auteur d'aquarelles, de tapisseries, de fresques (pour le château de Kimbolton) et de restaurations. Il meurt le 6 juillet 1936 à Gubbio.